# Grumman F6F Hellcat
Грумман F6F «Хеллкэт» (англ. Grumman F6F Hellcat) — палубный истребитель США периода Второй Мировой Войны. Представляет собой глубокую модернизацию истребителя F4F «Уайлдкэт».
В июне 1941 г. ВМС США заключили с фирмой Грумман договор о коренной модернизации «Уайлдкэта». Но в рамках задания создали фактически новый самолёт с другой формой фюзеляжа, конструкцией шасси и более мощным двигателем. Производство F6F началось в январе 1943 года. Первый боевой вылет в августе 1943 года.
«Хеллкэты» были самыми простыми и прощающими ошибки пилотирования самолётами ВМС США.
По американским данным за два года боёв на Тихом океане американские лётчики на F6F сбили 5156 самолётов — больше, чем на «Корсарах», «Лайтнингах» и «Уайлдкэтах», вместе взятых. На «Хеллкэтах» летало 306 лётчиков-асов, в том числе Дэвид Маккэмпбелл, самый результативный ас ВМС США.
Всего было выпущено 12 275 истребителя, 1263 из них было передано ВВС Великобритании.

## Создание
ВМФ США выдали заказ фирме Chance Vought палубный истребитель, на замену истребителя Grumman F4F-3. Предложенная конструкция фирмы Chance Vought была во многом новаторской. В частности, самолёт предполагалось оснастить бывшем лишь на бумаге двигателем Pratt & Whiney R-2800 Double Wasp мощностью 2028 л. с. Возникло опасение, что самолёт не успеют завершить к тому времени, когда истребитель F4F-3 устареет. Что бы не остаться совсем без палубного истребителя, командование ВМФ поручило фирме Grumman оснастить F4F-3 новым, более мощным двигателем Wright R-2600. По оценке Груммана новый двигатель продлил бы жизнь «дикому коту» на шесть-двенадцать месяцев, но он выпускался до конца войны под обозначением FM-2. Так же фирме дали задание разрабатывать новый самолёт под этот двигатель.
В результате машину удалось спасти, она пошла в серию, после чего у конструкторов появилась возможность продолжить работу над самолётом двигателем R-2600. К тому времени двигатель развивал мощность 1600—1700 л. с.
Главный конструктор фирмы Grumman Уильям Т. Швендлер приступил к работе над новым самолётом, получившим рабочее обозначение G-50. Была принята задача обеспечить больший радиус действия, хорошую защиту и сильное вооружение. В результате размеры самолёта увеличили. Однако с самого начала стало ясно, что установленный двигатель Wright R-2600-16, имеющий у земли мощность 1700 л. с. при 2400 об./мин и 1400 л. с. на высоте 6550 м, очевидно слабоват для столь тяжёлого самолёта.
Был сделан макет в натуральную величину, который показали Макетной комиссии Бюро Аэронавтики. В результате решили увеличить размеры самолёта: длину с 9,55 до 10,22 м, размах крыла с 12,65 до 13,06 м и, соответственно, площадь крыла с 26,94 до 31,03 м². Должен был получиться самый большой палубный истребитель, который имел одну из самых маленьких удельную нагрузку на крыло. По расчётам самолёт должен был иметь высокую скороподъёмность. Двигатель Pratt & Whitney R-2800-10 оказался то что надо. Истребитель представлял собой среднеплан со складываемыми назад крыльями. Система складывания крыла была отработана на F4F-4 «Wildcat» и TBF-1 «Avenger».
Вооружение самолёта состояло из шести 12,7-мм пулемётов Colt-Browning М2. Пулемёты размещались в крыльях и имели боекомплект по 400 патронов на ствол.
Самолёт был оборудован тремя топливными баками. Новый самолёт отличался малым количеством детских болезней. Посадочная скорость многотонного «Hellcat» была даже на 8 км/ч меньше, чем у маленького «Wildcat».

## Эксплуатанты
Франция
- Авиация ВМС Франции

 Парагвай
 Великобритания
- Авиация Королевских ВМС

 США
- ВМС США
- Корпус морской пехоты США

 Уругвай
- ВМС Уругвая

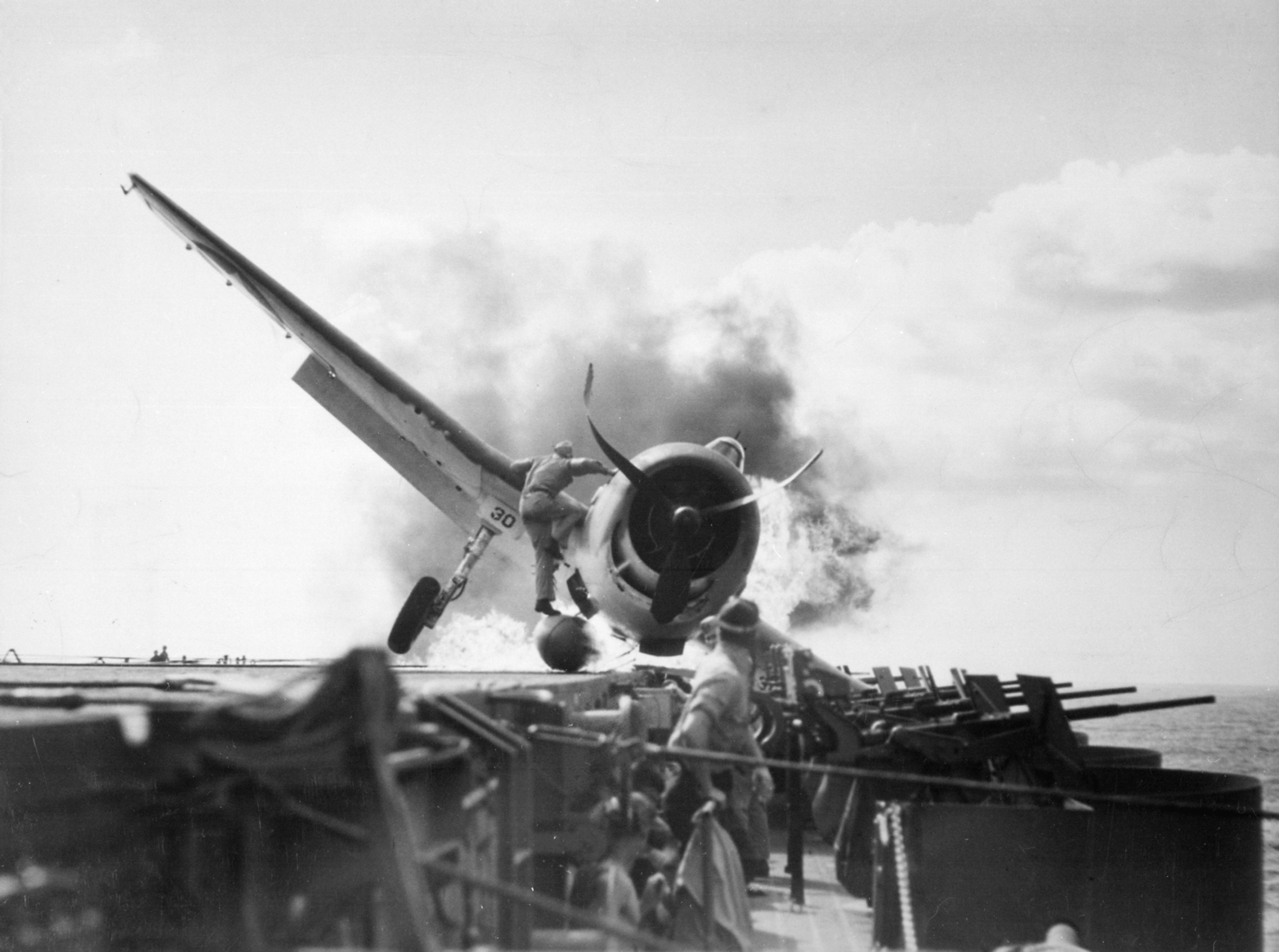

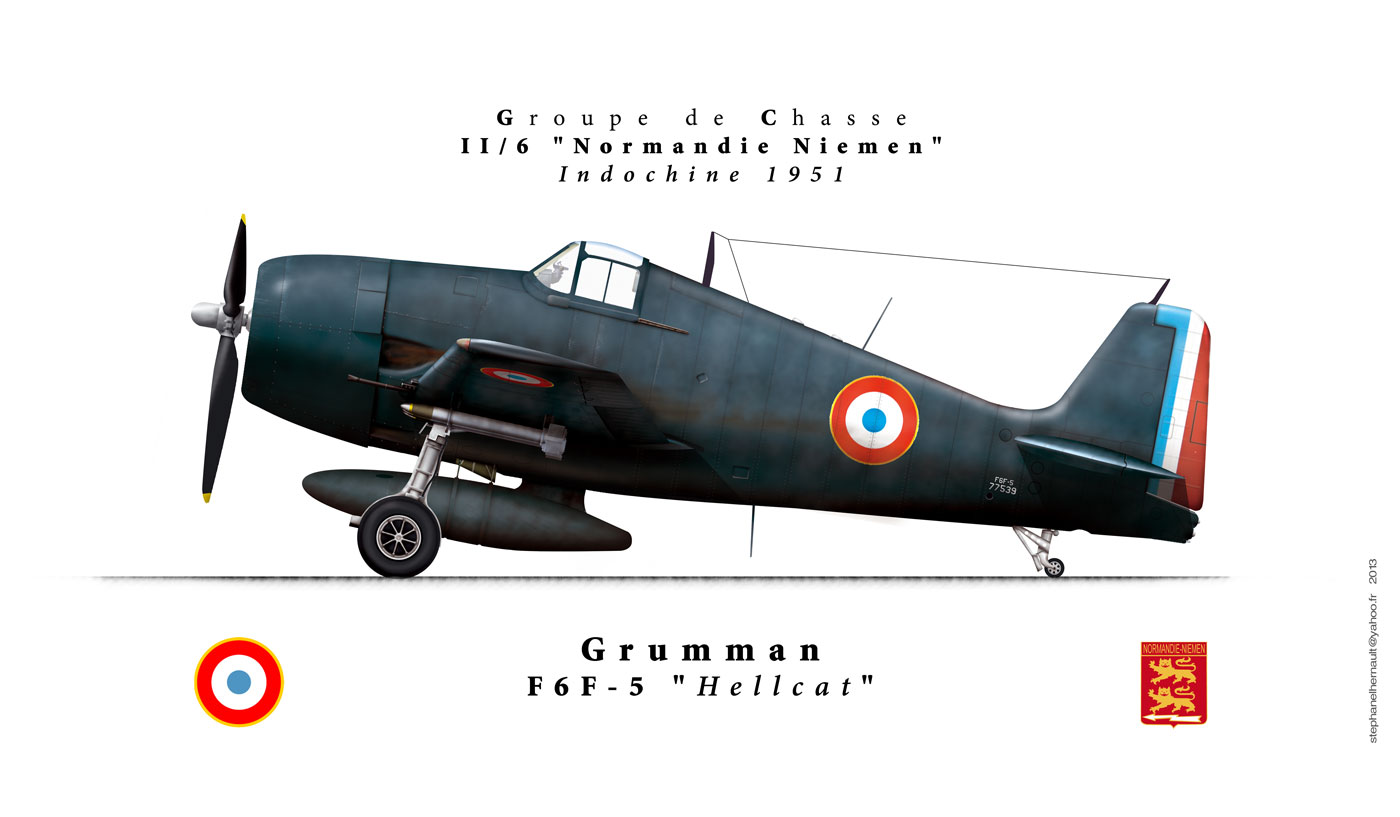
F6F-5 GC 2/6 normandie niemen
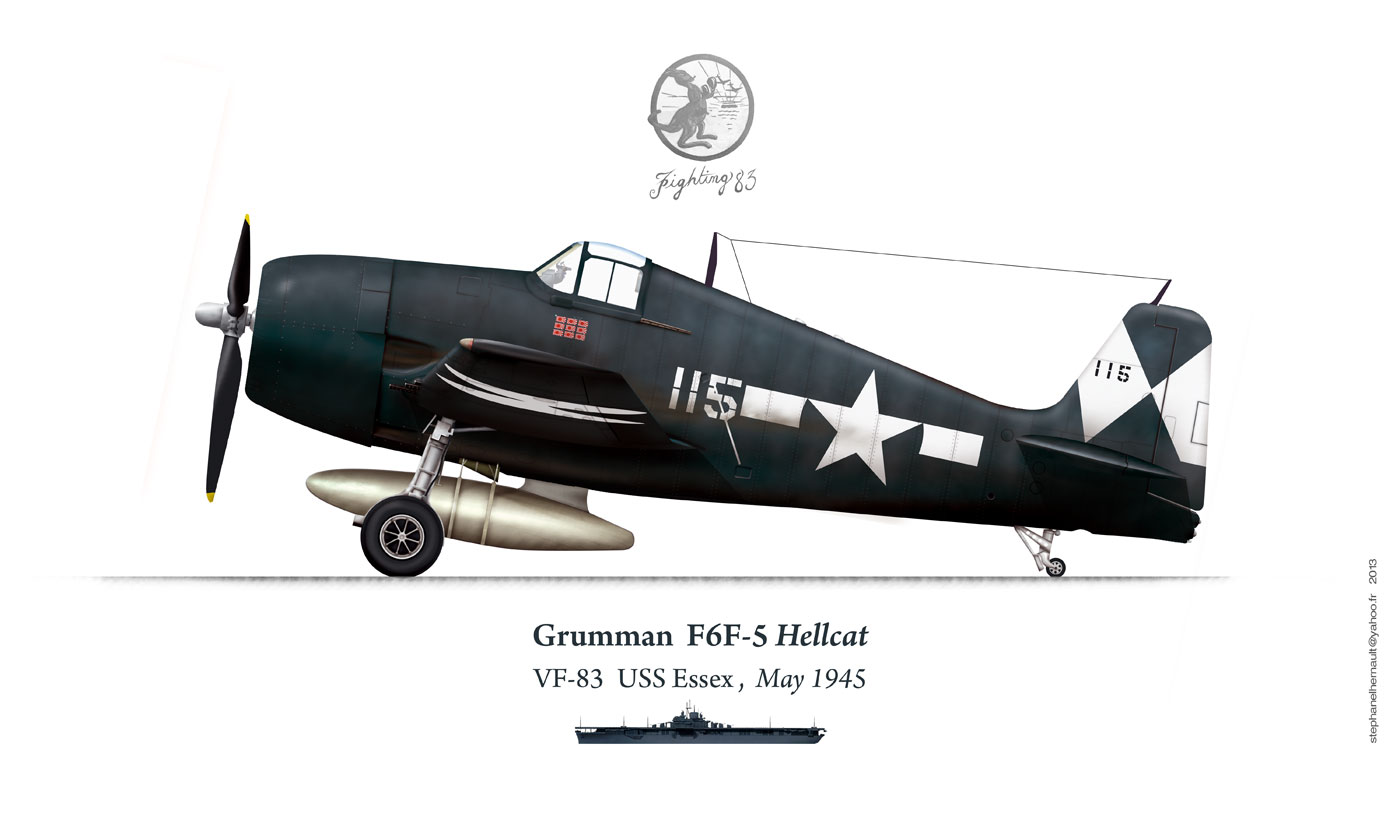
F6F-5  VF83
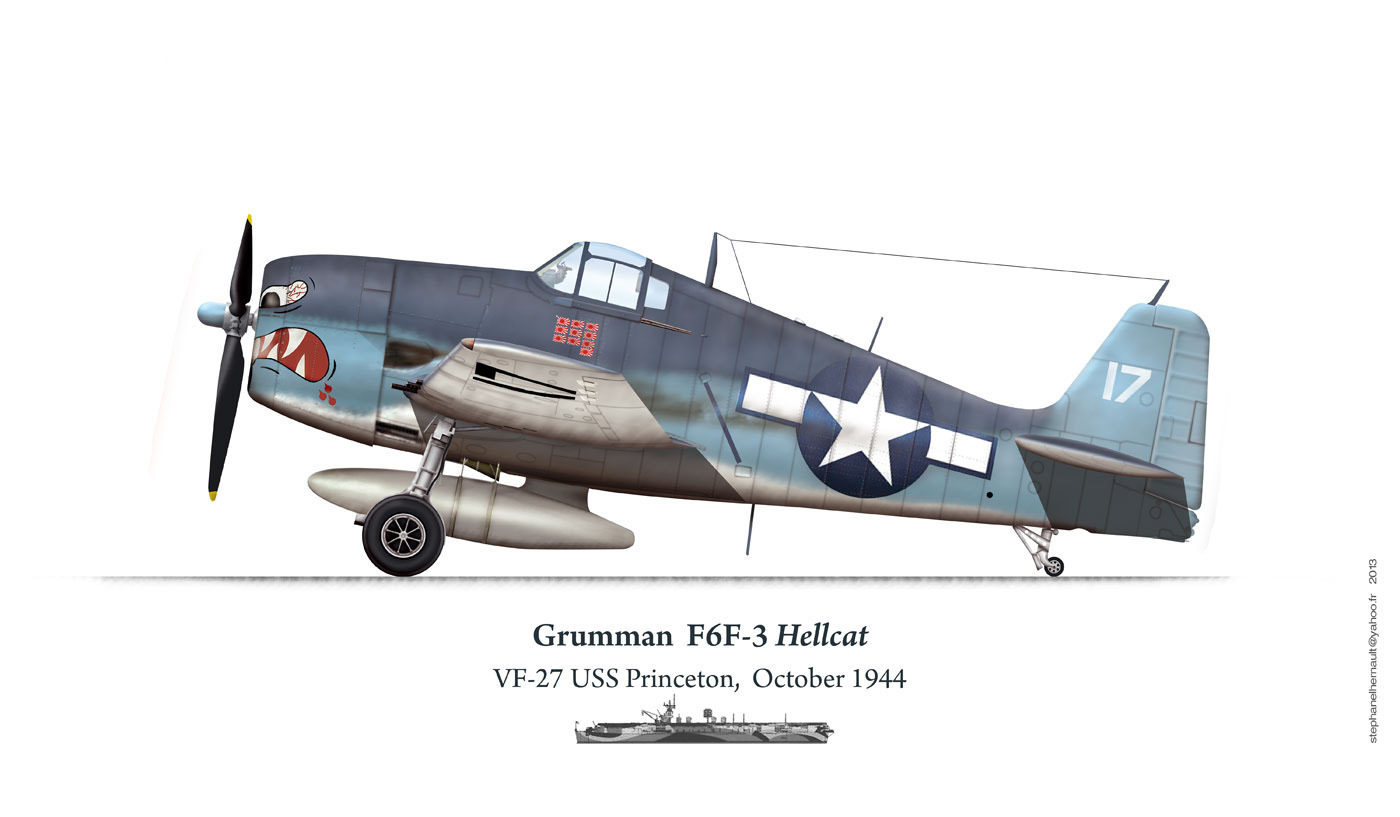
F6F-3 VF27
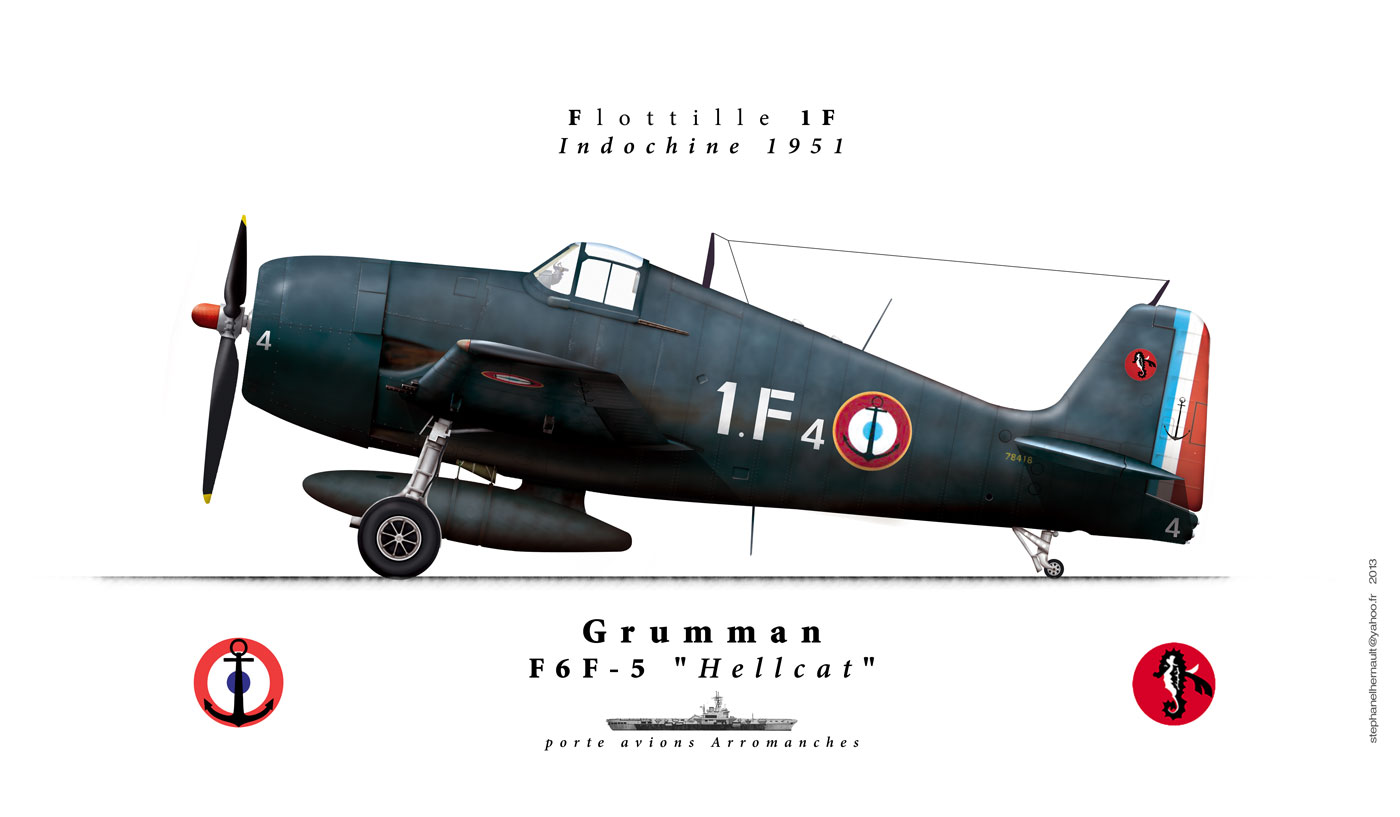
F6F-5 Flottille 1F

## Тактико-технические характеристики (F6F-5 Hellcat)

### Технические характеристики
- Экипаж: 1 человек
- Длина: 10,24 м
- Размах крыла: 13,06 м
- Высота: 3,99 м
- Площадь крыла: 31 м²
- Коэффициент удлинения крыла: 5,5
- Профиль крыла: NACA 23015.6 mod корень крыла, NACA 23009 законцовка крыла
- Масса пустого: 4190 кг
- Масса снаряжённого: 5714 кг
- Максимальная взлётная масса: 6990 кг
- Запас топлива: 946 л (до 3х 568 л ПТБ)
- Двигатели: 1× двойной радиальный с двухскоростным турбонаддувом Pratt & Whitney R-2800-10W Double Wasp мощностью 2000 л. с. (1500 кВт)
- Воздушный винт: трёхлопастной Hamilton Standard диаметром 4 м
- Коэффициент лобового сопротивления при нулевой подъёмной силе: 0,0211
- Эквивалентная площадь сопротивления: 0,65 м²

### Лётные характеристики
- Максимальная скорость: 610 км/ч
- Посадочная скорость: 135 км/ч
- Боевой радиус: 1520 км
- Перегоночная дальность: 2460 км
- Практический потолок: 11 370 м
- Скороподъёмность: 17,8 м/с
- Время набора высоты: 6100 м за 7,7 минуты
- Длина разбега: 244 м
- Нагрузка на крыло: 184 кг/м²
- Тяговооружённость: 260 Вт/кг
- Аэродинамическое качество самолёта: 12,2

### Вооружение
- Пулемётно-пушечное:
  - 6 × 12,7 мм пулемёта Browning M2 по 400 патронов на ствол или
  - 2 × 20 мм пушки AN/M2 по 225 снарядов (20×110 мм) на ствол и 4 × 12,7 мм пулемёта Browning M2 по 400 патронов на ствол
- Боевая нагрузка: 1800 кг различного вооружения:
  - Ракеты:
    - 6 × 127 мм HVAR или
    - 2 × 298 мм Tiny Tim

  - Подфюзеляжная точка:
    - 1 × 910 кг бомба или
    - 1 × торпеда Mk.13-3

  - Подкрыльевые точки:
    - 1 × 450 кг или
    - 2 × 110 кг
    - 6 × 45 кг